# Inconfidência Mineira
La Inconfidência Mineira (en portuguès Inconfidência Mineira), Conjuració o Conspiració de Minas Gerais va ser un moviment independentista no reeixit que tingué lloc l'any 1789 a la ciutat brasilera de Vila Rica, capitania de Minas Gerais.

## Antecedents
La independència de les Tretze Colònies britàniques a Amèrica del Nord després de la Guerra de la Independència dels Estats Units va impressionar l'elit intel·lectual de la capitania de Minas Gerais, que es trobava enmig d'una greu recessió per la disminució progressiva de les extraccions de minerals i d'un impost addicional sobre l'or, anomenat derrama, creat per la Corona Portuguesa. La situació va empitjorar amb els successius nomenaments com a governadors de Luís da Cunha Meneses i Luís António Furtado de Castro do Rio de Mendonça e Faro, que s'oposaren frontalment a les reclamacions locals.

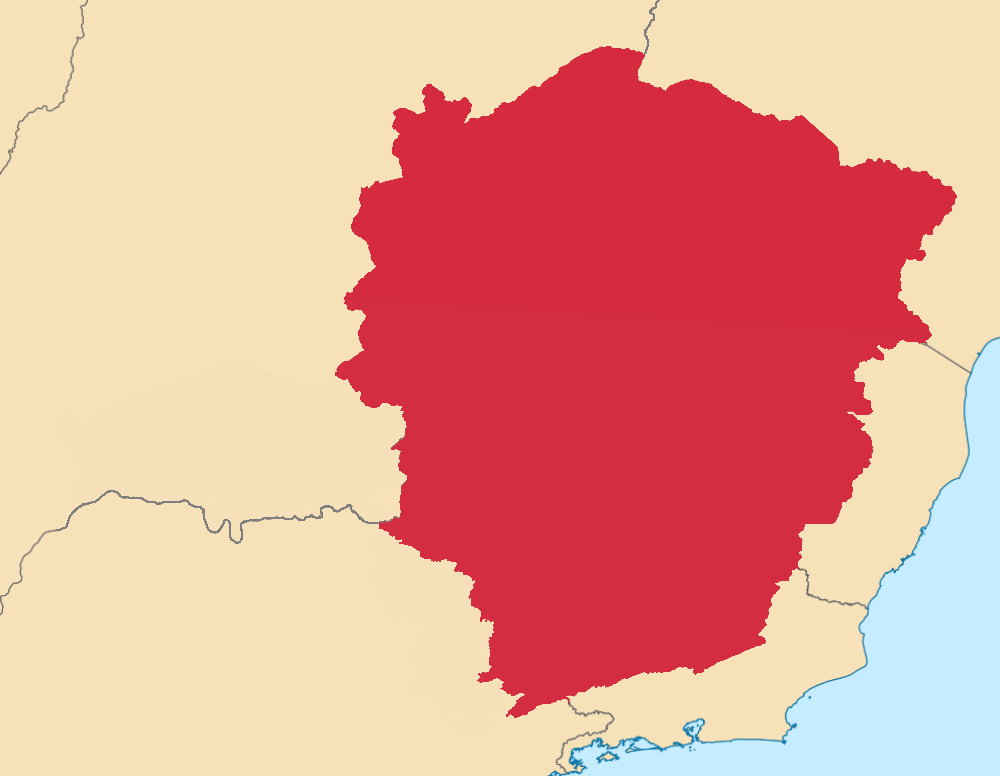
Minas Gerais al.

Els conspiradors que buscaven la independència de Portugal planejaven aixecar-se en rebel·lió el dia que es va instituir la derrama. Tanmateix, els conspiradors no tenien plans ben formats ni un líder. Alguns d'ells eren republicans, mentre que altres eren monàrquics. Alguns eren favorables a l'abolició de l'esclavitud, mentre que molts d'ells eren posseïdors de ma d'obra esclava i jutjaven aquesta idea poc convenient. Els conspiradors sí que van plantejar algunes idees econòmiques i socials de caràcter conservador: el foment de la producció de cotó, l'explotació de reserves de ferro i salnitre, una proposta per incentivar la natalitat i també la creació d'una milícia ciutadana. La bandera proposada pels conspiradors per a la nova república, que esdevingué la base de l'actual bandera estatal, duu una inscripció en llatí que resa Llibertat, encara que tardana, inspirada en una de les Bucòliques de Virgili.
La conxorxa va atreure un gran nombre de militars, sacerdots i intel·lectuals, així com els poetes Cláudio Manuel da Costa i Tomás Antônio Gonzaga. Entre els participants més coneguts hi havia Joaquim José da Silva Xavier, més conegut com Tiradentes; José Álvares Maciel, filòsof i estudiant de química; i el tinent coronel Francisco de Paula Freire de Andrade del regiment de dragons. Tiradentes, que procedia del regiment d'Andrade, va ser el propagandista més entusiasta del moviment independentista.

## La conspiració

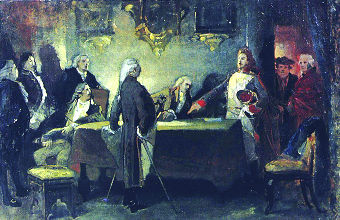
La més important de les reunions dels conjurats (Pedro Américo, 1893).

La conspiració pretenia eliminar la dominació portuguesa de Minas Gerais, establint una república independent (fora del Regne de Portugal i també del Brasil Colonial), inspirada en les idees il·lustrades de França i la independència dels Estats Units d'Amèrica. L'esclavitud seguiria sent legal, ja que molts dels participants en el moviment eren titulars d'aquesta força de treball.
Entre d'altres llocs, les reunions van tenir lloc a casa de Cláudio Manuel da Costa i Tomás Antônio Gonzaga, on es van discutir els plans i les lleis del nou ordre, i es va dissenyar la bandera de la nova República, una bandera blanca amb un triangle i l'expressió llatina Libertas Quæ Sera Tamen.
El nou governador de Minas, Luís António Furtado de Castro do Rio de Mendonça e Faro, vescomte de Barbacena, va ser enviat amb ordres expresses de recollir la derrama, i els conspiradors van acordar que el moment oportú per fer esclatar la revolució era quan es fes efectiu aquest impost. Esperaven que en aquell moment, amb el suport de la gent descontenta i de les tropes revoltades, el moviment sortís victoriós. Inicialment, estava prevista pel febrer de 1789, ajornada al mes de març i després suspensa temporalment.
La conjuració va ser desmantellada en la segona quinzena del mes de maig, gràcies a la traïció de Joaquim Silvério dos Reis, qui havia delatat els seus companys "inconfidents" a canvi de la condonació dels seus deutes amb la Hisenda Reial. Està en dubte si la decisió de retrasar l'aplicació de la derrama havia estat presa abans o després de la delació de Reis.

## Conseqüències

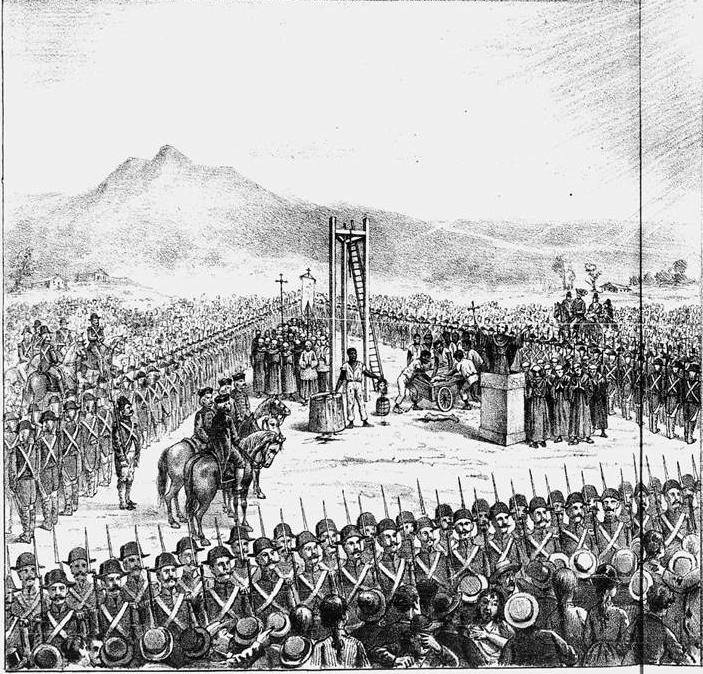
Execució de Tiradentes (Barão Homem de Mello, 1892).

Els líders del moviment van ser arrestats i enviats a Rio de Janeiro. Cláudio Manuel da Costa va morir a la presó de la Casa dos Contos, on es trobava encarcerat juntament amb altres conspiradors. Durant la investigació judicial, tothom va negar la seva participació en el moviment, excepte l'alferes Joaquim José da Silva Xavier "Tiradentes". El 18 d'abril de 1792 es va llegir la sentència a Rio de Janeiro. Dotze dels conspiradors van ser condemnats a mort. Però, en una audiència l'endemà, es va llegir un decret de Maria I de Portugal, pel qual a tots, a excepció de Tiradentes, se'ls va commutar la sentència.
Els exiliats civils i militars van ser deportats a les colònies portugueses d'Angola, Moçambic i Cap Verd. Els sacerdots serien condemnats en secret i portats a convents de Portugal. Entre els primers, el contractista Domingos de Abreu Vieira, el poeta Alvarenga Peixoto i el metge Domingos Vidal Barbosa Lage, que van morir poc després d'arribar a l'Àfrica. Els supervivents van ser reintegrats en el comerç i l'administració local, alguns fins i tot s'havien reintegrat a la vida política colonial.
El matí del dissabte 21 d'abril, Tiradentes va ser conduit en processó pels carrers del centre de Rio de Janeiro, en el camí entre la presó pública i on s'havia instal·lat el cadafal. El govern general va intentar transformar-lo en una demostració de força per part de la corona portuguesa, amb una veritable posada en escena.

## Llegat

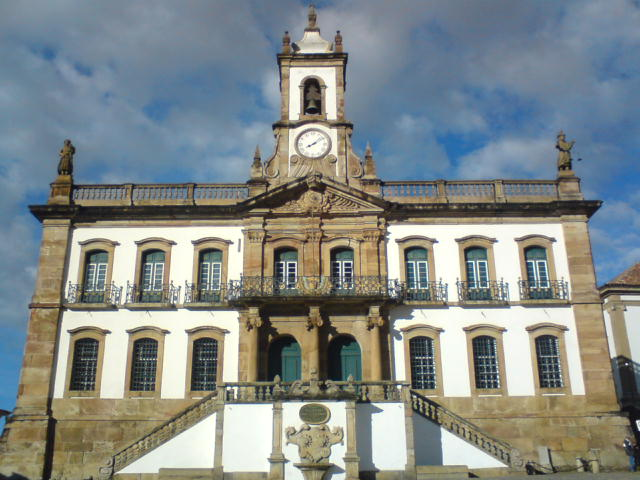
Museu da Inconfidência d'Ouro Preto.

La Conjuració Mineira va ser denostada pels ideòlegs de la independència del Brasil i de l'etapa imperial. En canvi, fou àmpliament reivindicada a finals del segle xix, amb la proclamació de la República Brasilera, en considerar que va tractar-se del primer moviment en aspirar a formar una república en territori brasiler. Tiradentes, màrtir de la Inconfidência, és tingut com un dels grans herois del país, i va ser el primer nom inscrit en el Llibre dels Herois i Heroïnes de la Pàtria.
A Ouro Preto (antiga Vila Rica), l'any 1944 va ser inaugurat el Museu da Inconfidência, que a més de recollir diversos documents sobre els fets i exposar objectes com ara la forca on fou ajusticiat Tiradentes, també s'hi van dipositar les restes de diversos membres de la conjura. L'entitat se situa en l'antiga seu de la Cambra Municipal i presó de la localitat.